# Summit Lake, British Columbia
Summit Lake är en sjö i Kanada.   Den ligger i Regional District of Fraser-Fort George och provinsen British Columbia, i den centrala delen av landet, 3 400 km väster om huvudstaden Ottawa. Summit Lake ligger 705 meter över havet. Arean är 13,5 kvadratkilometer. Den sträcker sig 6,6 kilometer i nord-sydlig riktning, och 8,0 kilometer i öst-västlig riktning.
I omgivningarna runt Summit Lake växer i huvudsak barrskog. Trakten runt Summit Lake är nära nog obefolkad, med mindre än två invånare per kvadratkilometer.